# جيديون بارتشا
جيديون بارتشا Gedeon (Gideon) Barcza (ولد في 21 أغسطس 1911 – ومات في 27 فبراير 1986) كان لاعب شطرنج مجري حمل لقب أستاذ كبير.

## إنجازات
- فاز ببطولة المجر للشطرنج ثماني مرات أعوام 1942، 1943، 1947، 1950، 1951، 1955، 1957 و1966.
- لعب باسم المجر سبع مرات في أولمبياد الشطرنج.
- فاز بالمركز الساس في أول بطولة أوروبية في ميونخ في سبتمبر 1942، والتي فاز بها ألكسندر إليخين.
- فاز بالمركز الثاني في دورة كارلوفي فاري في عام 1948، والتي فاز بها يان فولتيس.
- حصل على لقب أستاذ دولي عام 1950.
- حصل على لقب أستاذ كبير عام 1954.
- اشتهر بلعبه الافتتاح 1.Nf3 d5 2.g3 والذي يعرف بنظام بارتشا أو افتتاح بارتشا.

## روابط خارجية
- جيديون بارتشا على موقع مباريات الشطرنج (الإنجليزية)
- جيديون بارتشا على موقع 365Chess.com (الإنجليزية)
- جيديون بارتشا على موقع Chesstempo.com (الإنجليزية)
- جيديون بارتشا على موقع اتحاد المراسلات الدولية للشطرنج (الإنجليزية)
- جيديون بارتشا سجل أولمبياد الشطرنج على موقع OlimpBase.org (الإنجليزية)